# Silent Hill: Orphan 2
Silent Hill: Orphan 2 (en español "Colina Silenciosa: Huérfano 2", también conocido como Silent Hill: Mobile 2 en Europa) es la primera secuela de Silent Hill: Orphan y precede a Silent Hill: Mobile 3. El videojuego de terror cuenta con la misma vista en primera persona y la misma jugabilidad de Silent Hill: Orphan.

## Lucas
Lucas no puede recordar su nombre y no entiende lo que está pasando. Se siente adolorido y su piel se siente caliente. Karen le dice que su nombre es Lucas, y que deben castigar al hombre que es responsable de su dolor. Se encuentra con Karen en su oficina en el hospital y la mata con un tubo de acero.

## Vincent
Más tarde, Vincent se convierte en el personaje jugable. Él es advertido por una voz misteriosa de que la busque en el hospital de Silent Hill. Allí, se encuentra a Karen muerta en su oficina. Encuentra una receta con una nota que decía "Un par de gotas de lluvia cayeron desde el cielo. Cuando aterrizaron en el suelo, un niño nació..." .Se encuentra con otra nota en una cartera metida en una máquina expendedora, "Una década y media después, dijo sus primeras palabras: "Déjame ir". Seis semanas después, murió". En la versión de pesadilla de la planta baja se encuentra con una cara que sale de una pared. La cara lo llama "padre" y le dice que Karen le dijo que él era el culpable. Después de derrotarlo, Vincent recibe una llave. Luego de usarla, se oye una voz que le pregunta si él realmente pensaba que podía salirse con la suya. El juego termina aquí, con un "continuará...".